# Пілар Бардем
Марія дель Пілар Бардем Муньйос (ісп. María del Pilar Bardem Muñoz; 14 березня 1939, Севілья — 17 липня 2021, Мадрид) — іспанська акторка театру, кіно та телебачення. Мати Хав'єра Бардема.

## Життєпис
Народилася 14 березня 1939 року у Севільї, Андалусія, в родині акторів Рафаеля Бардема (1889—1972) та Матильди Муньйос Сампедро (1900—1969). Її старший брат — режисер Хуан Антоніо Бардем (1922—2002). Її племінник — режисер і сценарист Мігель Бардем (нар. 1964). Її тітки  — акторки Мерседес Муньйос Сампедро (1896—1979) та Гвадалупе Муньйос Сампедро (1896—1975). Її двоюрідні сестри — акторки Кончіта Бардем (1918—2008) та Лучі Сото (1919—1970).
Акторську кар'єру розпочала у 1960-х роках і з того часу активно грала у театрі, в кіно та на телебаченні. Її повна фільмографія налічує понад 130 робіт у фільмах та телесеріалах. 1995 року отримала премію Гойя як найкраща акторка другого плану за роль доньї Хулії у фільмі «Ніхто не розповість про нас, коли ми помремо» Агустіна Діаса Янеса. Ця ж роль принесла їй премію ACE у цій же категорії. 2004 року отримала номінацію на премію Гойя у категорії Найкраща акторка за роль Марії Самбрано у біографічній драмі «Люба Марія» Хосе Луїса Гарсії Санчеса. За цю ж роль отримала приз як найкраща акторка на Міжнародному кінофестивалі у Вальядоліді.
Відома також як громадська активістка, яка відстоює професійні права акторів, права жінок, протестувала проти рішення влади про відправку військ до Іраку 2003 року.
2005 року видала автобіографічну книгу «La Bardem».
2008 року нагороджена Золотою медаллю за заслуги у галузі витончених мистецтв (ісп. Medalla de Oro al Merito en las Bellas Artes).
Пілар Бардем померла 17 липня 2021 року у Мадриді в 82-річному віці.

## Особисте життя
1961 році Бардем вступила у шлюб з Хосе Карлосом Енсінасом. У подружжя народились четверо дітей: син Карлос Бардем (нар. 7 березня 1963), дочка Моніка Бардем (нар. 4 травня 1964) та син Хав'єр Бардем (нар. 1 березня 1969), які усі також стали акторами (ще одна дитина померла незабаром після народження). Шлюб тривав до смерті чоловіка 1995 року.

## Вибрана фільмографія
| Рік  |   | Українська назва                             | Оригінальна назва                               | Роль              |
| ---- | - | -------------------------------------------- | ----------------------------------------------- | ----------------- |
| 1972 | ф | Сумнів                                       | La duda                                         | Марія             |
| 1973 | ф | Блакитні очі зламаної ляльки                 | Los ojos azules de la muñeca rota               | Кароліна          |
| 1975 | ф | Помста мумії                                 | La venganza de la momia                         | міс Глорія Бартон |
| 1990 | ф | Віки Лулу                                    | Las edades de Lulú                              | Енкарна           |
| 1990 | ф | Проти вітру                                  | Contra el viento                                | мати Росаріо      |
| 1992 | ф | Корови                                       | Vacas                                           | Пауліна           |
| 1995 | ф | Ніхто не розповість про нас, коли ми помремо | Nadie halabra de nosotras cuando hayamos muerto | донья Хулія       |
| 1997 | ф | Жива плоть                                   | Carne trémula                                   | жінка в автобусі  |
| 1998 | ф | День без сонця                               | En deg til i solen                              | Глорія            |
| 1999 | ф | Мій тато, моя мама, мої брати та сестри      | Mon père, ma mère, mes frères et mes soeurs     | бабуся            |
| 2000 | ф | Секс зі співчуття                            | Sexo por compasión                              | Берта             |
| 2000 | ф | Циган                                        | Gitano                                          | Пепа Моліна       |
| 2003 | ф | Справа відьом                                | Cosa de brujas                                  | Ремедіос          |
| 2004 | ф | Люба Марія                                   | María querida                                   | Марія Самбрано    |
| 2005 | ф | 20 сантиметрів                               | 20 centímetros                                  | Канделарія        |
| 2006 | ф | Капітан Алатрісте                            | Alatriste                                       | черниця           |
| 2006 | ф | Велосипед                                    | La bicicleta                                    | Аврора            |
| 2008 | ф | Життя в червоному                            | La vida en rojo                                 | Тріні             |
| 2010 | ф | Життя починається сьогодні                   | La vida empieza hoy                             | Хуаніта           |
| 2011 | с | Доктор Матео                                 | Doctor Mateo                                    | донья Асунсьйон   |
| 2015 | ф | Циганський король                            | Rey Gitano                                      | Чата              |